# Earth Overshoot Day

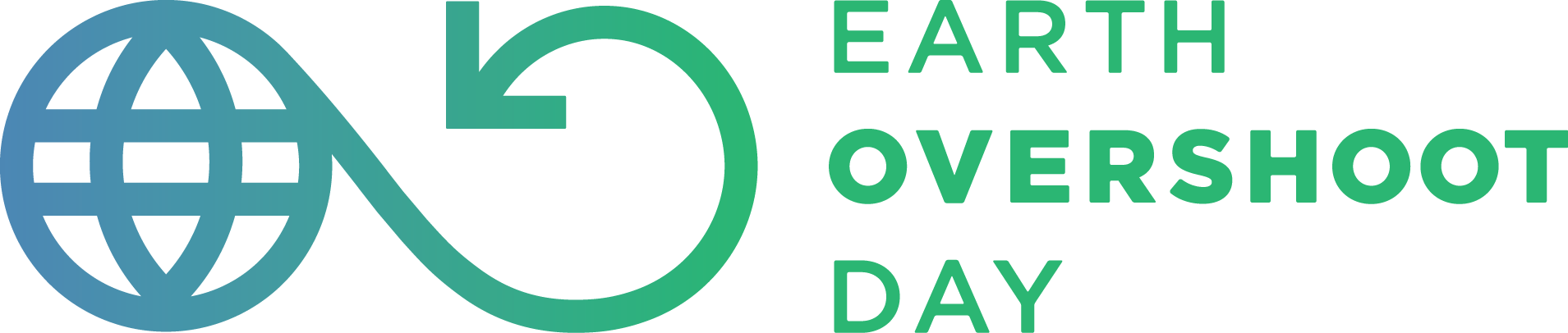
logo van Earth Overshoot Day

Earth Overshoot Day of Ecological Debt day is een initiatief van Global Footprint Network. De term is gelinkt met de ecologische voetafdruk, en waarschuwt wanneer het aantal hectare grond nodig voor consumptiebehoeften van alle mensen groter is dan de beschikbare productieve grond op Aarde.
Overshoot Day heeft als bedoeling om de wereldwijde consumptie om te rekenen in grondgebruik, in "mondiale hectares". Deze waarde kan dan eenvoudig vergeleken worden: hoeveel grond is er nodig, en hoeveel is er beschikbaar? Zo zou in één oogopslag duidelijk worden wanneer we onze planetaire grenzen overschrijden. De berekening wordt inderdaad beschouwd als een eenvoudig te begrijpen communicatie-instrument, maar krijgt ook vanuit verschillende hoeken kritiek. Het vermogen om het verbruik van de hulpbronnen van de aarde weer te geven wordt in twijfel getrokken en het wordt op zichzelf niet als een toereikend instrument beschouwd om sociaal-milieubeleid en -praktijken te evalueren.
Fysisch gezien is er geen verband tussen het berekende grondverbruik en de effectief nodige ruimte. Zo wordt wereldwijd bijna de helft van de bruikbare grond op aarde gebruikt als akkerland of grasland, maar wordt in de berekening vooral ruimte gebruikt om uitstoot van broeikasgassen te compenseren. Ook houdt de berekening geen rekening met verhoogde landbouwefficiëntie (bijv. groei in kassen).

## Zie  ook
- Existentieel risico
- Hubbertpiek
- Planetaire grenzen